# Charaxes etesipe
Charaxes etesipe (tên tiếng Anh: Charaxes Savannah) là một loài bướm ngày thuộc họ Nymphalidae. Nó được tìm thấy ở tropical châu Phi.
Sải cánh dài 35–38 mm đối với con đực và 37–40 mm đối với con cái. Con trưởng thành bay từ tháng 8 đến tháng 10 và từ tháng 3 đến tháng 6. Có hai lứa trưởng thành một năm.
The larvae of ssp. tavetensis feed on Afzelia quanzensis, Dalbergia nitidula, Securidaca longipeduncularis và Margaritaria discoidea. Other subspecies have been recorded on Entada và Afzelia quanzensis.

## Phụ loài
- Charaxes etesipe etesipe (Sierra Leone, Ivory coast, Liberia, Benin, Togo, Ghana, Nigeria, miền nam Chad, miền nam Sudan, miền bắc Angola, Uganda, miền bắc Kenya)
- Charaxes etesipe abyssinicus Rothschild & Jordan, 1900 (Ethiopia (phía tây của Rift))
- Charaxes etesipe gordoni van Someren, 1935 (Kenya (phía đông bắc của núi Kenya))
- Charaxes etesipe patrizii Storace, 1949 (Somalia)
- Charaxes etesipe pemba van Someren, 1966 (đảo Pemba)
- Charaxes etesipe shaba Berger, 1981 (Zaire (Shaba))
- Charaxes etesipe tavetensis Rothschild, 1894 (Malawi, Mozambique, bờ biển của Kenya, Tanzania, Nam Phi)
- Charaxes etesipe hercules Turlin & Lequeux, 2002 (Uganda)

## Hình ảnh

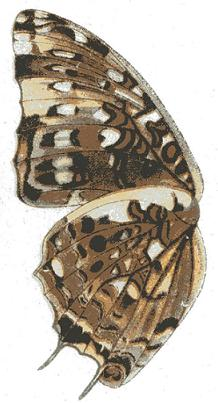
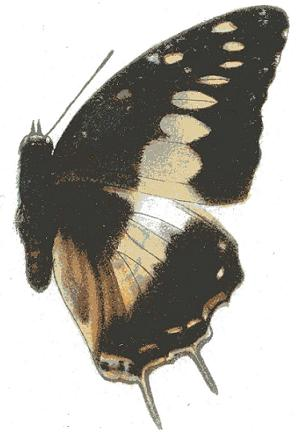
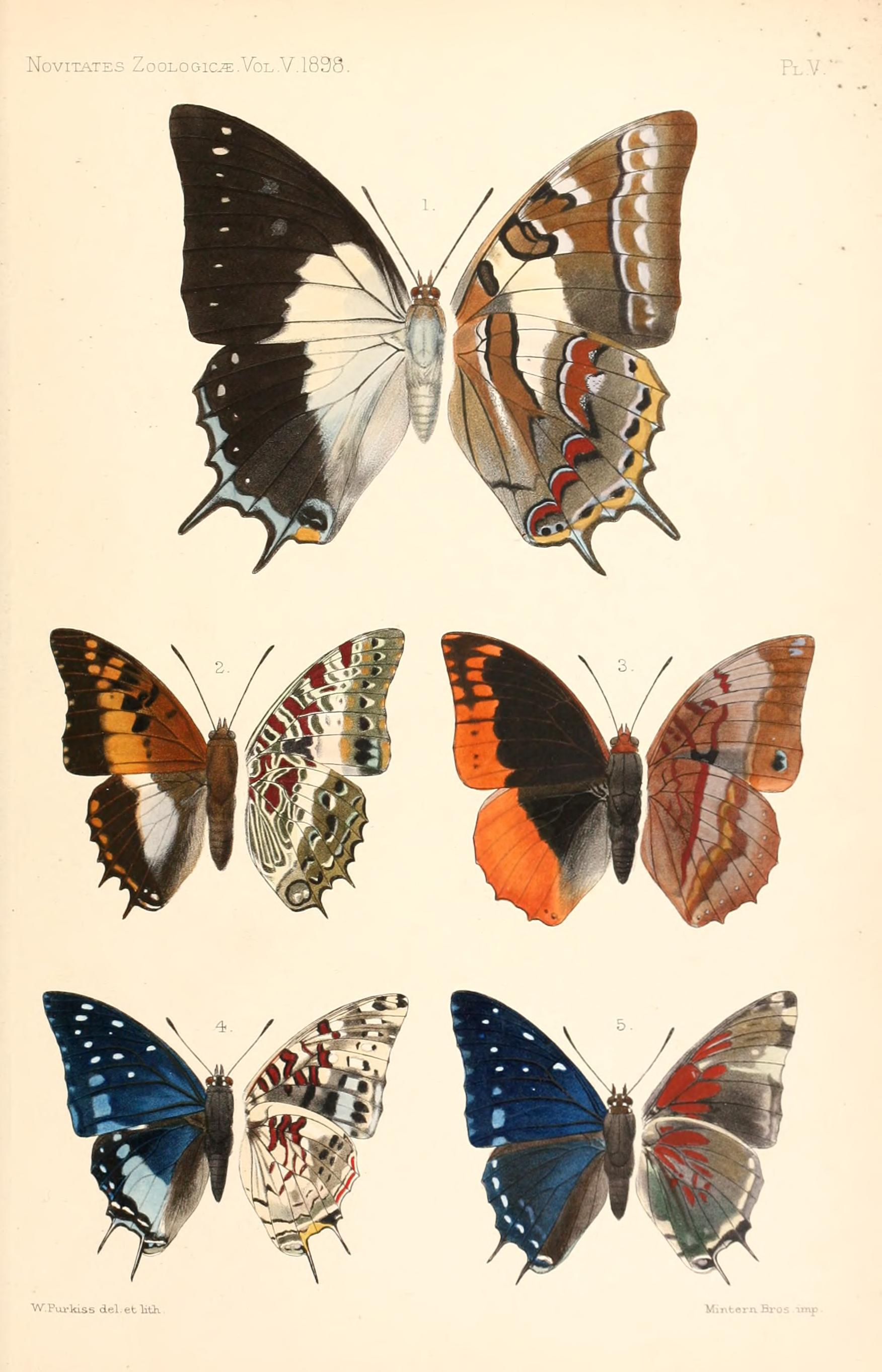
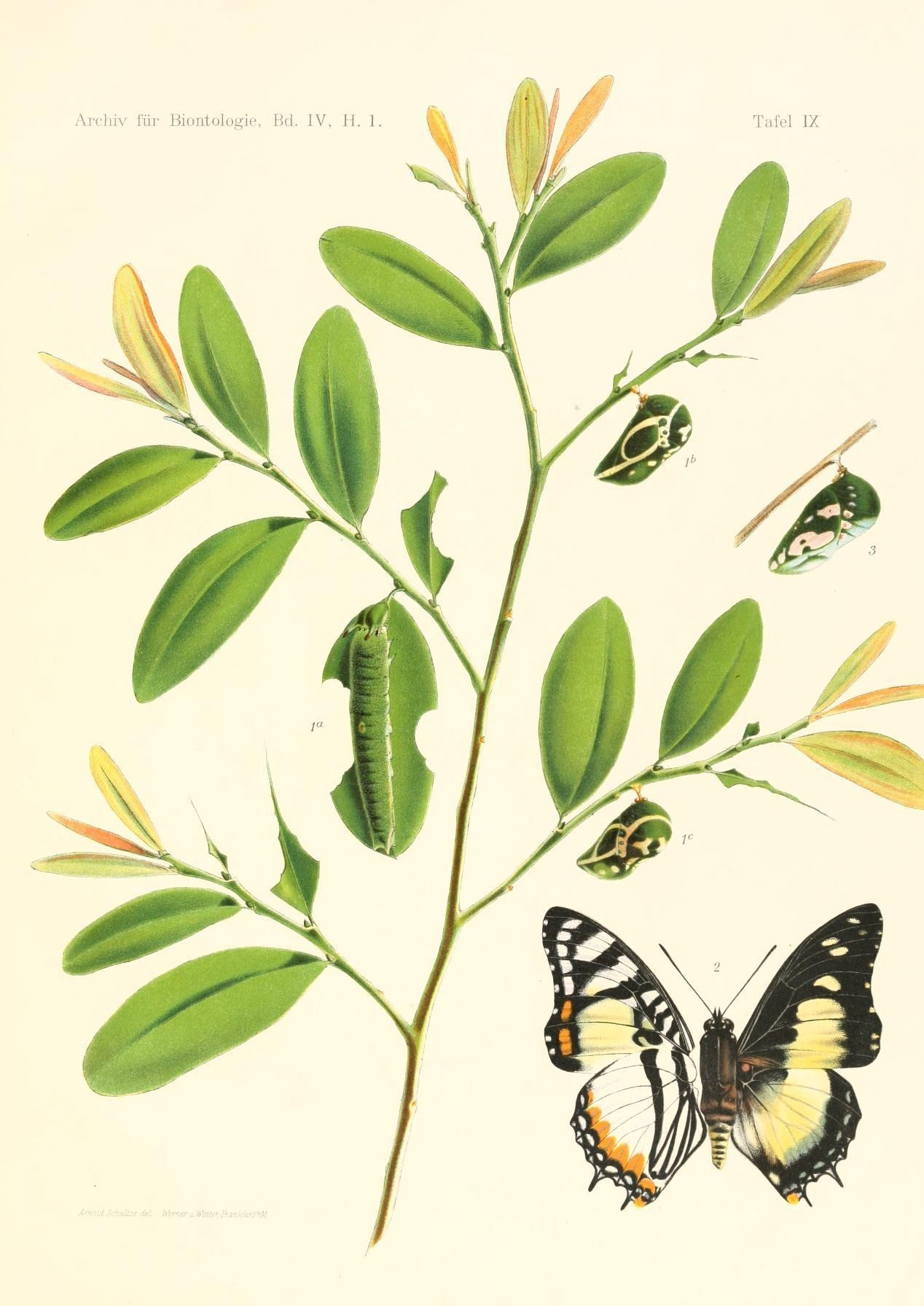